# La Tropicale Amissa Bongo 2023
La Tropicale Amissa Bongo 2023, sedicesima edizione della corsa, valida come prova dell'UCI Africa Tour 2023 categoria 2.1, si svolse in sette tappe dal 23 al 29 gennaio 2023 su un percorso di 930 km, con partenza da Bitam e arrivo a Libreville, in Gabon. La corsa torna in calendario dopo 2 anni di assenza a causa della Pandemia di COVID-19. La vittoria fu appannaggio del francese Geoffrey Soupe, che completò il percorso in 20h18'45", alla media di 43,201 km/h, precedendo l'algerino Hamza Amari ed il mauriziano Christopher Rougier-Lagane.
Sul traguardo di Libreville 84 ciclisti, sui 89 partiti da Bitam, portarono a termine la competizione.

## Tappe
| Tappa  | Data       | Percorso                  | km  | Vincitore di tappa     | Leader cl. generale |
| ------ | ---------- | ------------------------- | --- | ---------------------- | ------------------- |
| 1ª     | 23 gennaio | Bitam > Oyem              | 122 | Geoffrey Soupe         | Geoffrey Soupe      |
| 2ª     | 24 gennaio | Oyem > Mitzic             | 108 | Jason Tesson           | Geoffrey Soupe      |
| 3ª     | 25 gennaio | Lebamba > Mouila          | 123 | Jason Tesson           | Jason Tesson        |
| 4ª     | 26 gennaio | Mouila > Lambaréné        | 190 | Azzedine Lagab         | Jason Tesson        |
| 5ª     | 27 gennaio | Kango > Angondjé          | 130 | Miguel Ángel Fernández | Jason Tesson        |
| 6ª     | 28 gennaio | Port-Gentil > Port-Gentil | 127 | Karl Patrick Lauk      | Geoffrey Soupe      |
| 7ª     | 29 gennaio | Cap Estérias > Libreville | 130 | Alexander Salby        | Geoffrey Soupe      |
| Totale | Totale     | Totale                    | 930 |                        |                     |

## Squadre e corridori partecipanti
Alla competizione partecipano 15 squadre per un totale di 90 corridori. 10 sono squadre nazionali, 3 sono della categoria UCI ProTeam (Bingoal WB, Burgos-BH e TotalEnergies) e 2 UCI Continental Team (Beykoz Team Turkey ed EF Education-Nippo Development Team).
| N.    | Cod. | Squadra       |
| ----- | ---- | ------------- |
| 1-6   | GAB  | Gabon         |
| 11-16 | ERI  | Eritrea       |
| 21-26 | TEN  | TotalEnergies |
| 31-36 | RWA  | Ruanda        |
| 41-46 | DZA  | Algeria       |
| 51-56 | BBH  | Burgos-BH     |
| 61-66 | MAR  | Marocco       |
| 71-76 | CMR  | Camerun       |

| N.      | Cod. | Squadra                             |
| ------- | ---- | ----------------------------------- |
| 81-86   | BWB  | Bingoal WB                          |
| 91-96   | BFA  | Burkina Faso                        |
| 101-106 | CIV  | Costa d'Avorio                      |
| 111-116 | DEF  | EF Education-Nippo Development Team |
| 121-126 | MUS  | Mauritius                           |
| 131-136 | BEN  | Benin                               |
| 141-146 | BGS  | Beykoz Team Turkey                  |

## Dettagli delle tappe

### 1ª tappa
- 23 gennaio: Bitam > Oyem – 122 km

Risultati
| Pos. | Corridore      | Squadra       | Tempo    |
| ---- | -------------- | ------------- | -------- |
| 1    | Geoffrey Soupe | TotalEnergies | 3h00'29" |
| 2    | Louis Blouwe   | Bingoal       | s.t.     |
| 3    | Antonio Angulo | Burgos-BH     | s.t.     |

| Pos. | Corridore      | Squadra       | Tempo    |
| ---- | -------------- | ------------- | -------- |
| 1    | Geoffrey Soupe | TotalEnergies | 3h00'29" |
| 2    | Louis Blouwe   | Bingoal       | a 4"     |
| 3    | Antonio Angulo | Burgos-BH     | a 6"     |

### 2ª tappa
- 24 gennaio: Oyem > Mitzic – 108 km

Risultati
| Pos. | Corridore         | Squadra       | Tempo    |
| ---- | ----------------- | ------------- | -------- |
| 1    | Jason Tesson      | TotalEnergies | 2h28'21" |
| 2    | Émilien Jeannière | TotalEnergies | s.t.     |
| 3    | Alexander Salby   | Bingoal       | s.t.     |

| Pos. | Corridore      | Squadra       | Tempo    |
| ---- | -------------- | ------------- | -------- |
| 1    | Geoffrey Soupe | TotalEnergies | 5h28'37" |
| 2    | Jason Tesson   | TotalEnergies | a 1"     |
| 3    | Cyril Barthe   | Burgos-BH     | a 6"     |

### 3ª tappa
- 25 gennaio: Lebamba > Mouila – 123 km

Risultati
| Pos. | Corridore       | Squadra       | Tempo    |
| ---- | --------------- | ------------- | -------- |
| 1    | Jason Tesson    | TotalEnergies | 2h27'38" |
| 2    | Alexander Salby | Bingoal       | s.t.     |
| 3    | Geoffrey Soupe  | TotalEnergies | s.t.     |

| Pos. | Corridore      | Squadra       | Tempo    |
| ---- | -------------- | ------------- | -------- |
| 1    | Jason Tesson   | TotalEnergies | 7h56'06" |
| 2    | Geoffrey Soupe | TotalEnergies | a 3"     |
| 3    | Cyril Barthe   | Burgos-BH     | a 15"    |

### 4ª tappa
- 26 gennaio: Mouila > Lambaréné – 190 km

Risultati
| Pos. | Corridore      | Squadra       | Tempo    |
| ---- | -------------- | ------------- | -------- |
| 1    | Azzedine Lagab | Algeria       | 4h34'28" |
| 2    | Meron Teshome  | Eritrea       | s.t.     |
| 3    | Jason Tesson   | TotalEnergies | a 19"    |

| Pos. | Corridore      | Squadra       | Tempo     |
| ---- | -------------- | ------------- | --------- |
| 1    | Jason Tesson   | TotalEnergies | 12h30'40" |
| 2    | Geoffrey Soupe | TotalEnergies | a 7"      |
| 3    | Cyril Barthe   | Burgos-BH     | a 17"     |

### 5ª tappa
- 27 gennaio: Kango > Angondjé – 130 km

Risultati
| Pos. | Corridore          | Squadra       | Tempo    |
| ---- | ------------------ | ------------- | -------- |
| 1    | M. Ángel Fernández | Burgos-BH     | 2h05'21" |
| 2    | Geoffrey Soupe     | TotalEnergies | s.t.     |
| 3    | Henok Mulubrhan    | Eritrea       | s.t.     |

| Pos. | Corridore       | Squadra       | Tempo     |
| ---- | --------------- | ------------- | --------- |
| 1    | Jason Tesson    | TotalEnergies | 14h36'07" |
| 2    | Geoffrey Soupe  | TotalEnergies | a 4"      |
| 3    | Henok Mulubrhan | Eritrea       | a 17"     |

### 6ª tappa
- 28 gennaio: Port-Gentil > Port-Gentil – 127 km

Risultati
| Pos. | Corridore         | Squadra       | Tempo    |
| ---- | ----------------- | ------------- | -------- |
| 1    | Karl Patrick Lauk | Bingoal WB    | 2h41'46" |
| 2    | Geoffrey Soupe    | TotalEnergies | s.t.     |
| 3    | Clément Alleno    | Burgos-BH     | s.t.     |

| Pos. | Corridore         | Squadra       | Tempo     |
| ---- | ----------------- | ------------- | --------- |
| 1    | Geoffrey Soupe    | TotalEnergies | 17h17'43" |
| 2    | Hamza Amari       | Algeria       | a 29"     |
| 3    | C. Rougier-Lagane | Mauritius     | a 34"     |

### 7ª tappa
- 29 gennaio: |Cap Estérias > Libreville – 130 km

Risultati
| Pos. | Corridore        | Squadra    | Tempo    |
| ---- | ---------------- | ---------- | -------- |
| 1    | Alexander Salby  | Bingoal WB | 3h00'33" |
| 2    | Henok Mulubrhan  | Eritrea    | s.t.     |
| 3    | Sergej Rostovcev | Beykoz     | s.t.     |

| Pos. | Corridore         | Squadra       | Tempo     |
| ---- | ----------------- | ------------- | --------- |
| 1    | Geoffrey Soupe    | TotalEnergies | 20h18'16" |
| 2    | Hamza Amari       | Algeria       | a 29"     |
| 3    | C. Rougier-Lagane | Mauritius     | a 34"     |

## Evoluzione delle classifiche
| Tappa             | Vincitore              | Classifica generale Maglia gialla | Classifica a punti Maglia rosa | Classifica scalatori Maglia verde | Classifica giovani Maglia bianca | Classifica a squadre |
| ----------------- | ---------------------- | --------------------------------- | ------------------------------ | --------------------------------- | -------------------------------- | -------------------- |
| 1ª                | Geoffrey Soupe         | Geoffrey Soupe                    | Geoffrey Soupe                 | Mario Aparicio                    | Louis Blouwe                     | TotalEnergies        |
| 2ª                | Jason Tesson           | Geoffrey Soupe                    | Émilien Jeannière              | Antonio Angulo                    | Louis Blouwe                     | TotalEnergies        |
| 3ª                | Jason Tesson           | Jason Tesson                      | Jason Tesson                   | Lennert Teugels                   | Henok Mulubrhan                  | TotalEnergies        |
| 4ª                | Azzedine Lagab         | Jason Tesson                      | Jason Tesson                   | Lennert Teugels                   | Louis Blouwe                     | Eritrea              |
| 5ª                | Miguel Ángel Fernández | Jason Tesson                      | Jason Tesson                   | Lennert Teugels                   | Henok Mulubrhan                  | Eritrea              |
| 6ª                | Karl Patrick Lauk      | Geoffrey Soupe                    | Geoffrey Soupe                 | Lennert Teugels                   | Hamza Amari                      | TotalEnergies        |
| 7ª                | Alexander Salby        | Geoffrey Soupe                    | Geoffrey Soupe                 | Lennert Teugels                   | Hamza Amari                      | TotalEnergies        |
| Classifica finale | Classifica finale      | Geoffrey Soupe                    | Geoffrey Soupe                 | Lennert Teugels                   | Hamza Amari                      | TotalEnergies        |

Maglie indossate da altri ciclisti in caso di due o più maglie vinte
- Nella 2ª tappa Antonio Angulo ha indossato la maglia rosa al posto di Geoffrey Soupe.
- Nella 4ª e nella 6ª tappa Geoffrey Soupe ha indossato la maglia rosa al posto di Jason Tesson.
- Nella 5ª tappa Émilien Jeannière ha indossato la maglia rosa al posto di Jason Tesson.
- Nella 7ª tappa Jason Tesson ha indossato la maglia rosa al posto di Geoffrey Soupe.

## Classifiche finali

### Classifica generale - Maglia gialla
| Pos. | Corridore         | Squadra       | Tempo     |
| ---- | ----------------- | ------------- | --------- |
| 1    | Geoffrey Soupe    | TotalEnergies | 20h18'16" |
| 2    | Hamza Amari       | Algeria       | a 29"     |
| 3    | C. Rougier-Lagane | Mauritius     | a 34"     |
| 4    | Natnael Berhane   | Beykoz        | a 36"     |
| 5    | Dawit Yemane      | Eritrea       | a 38"     |
| 6    | Paul Ourselin     | TotalEnergies | a 39"     |
| 7    | Alexis Guérin     | Bingoal WB    | a 50"     |
| 8    | Clément Alleno    | Burgos-BH     | a 55"     |
| 9    | Karl Patrick Lauk | Bingoal WB    | a 1'18"   |
| 10   | Jason Tesson      | TotalEnergies | a 1'39"   |

### Classifica a punti - Maglia rosa
| Pos. | Corridore         | Squadra       | Punti |
| ---- | ----------------- | ------------- | ----- |
| 1    | Geoffrey Soupe    | TotalEnergies | 138   |
| 2    | Jason Tesson      | TotalEnergies | 112   |
| 3    | Henok Mulubrhan   | Eritrea       | 105   |
| 4    | Hamza Amari       | Algeria       | 95    |
| 5    | Émilien Jeannière | TotalEnergies | 95    |

### Classifica scalatori - Maglia verde
| Pos. | Corridore       | Squadra      | Punti |
| ---- | --------------- | ------------ | ----- |
| 1    | Lennert Teugels | Bingoal WB   | 18    |
| 2    | Mario Aparicio  | Burgos-BH    | 14    |
| 3    | Aklilu Arefayne | Eritrea      | 6     |
| 4    | Azzedine Lagab  | Algeria      | 5     |
| 5    | Paul Daumont    | Burkina Faso | 5     |

### Classifica giovani - Maglia bianca
| Pos. | Corridore         | Squadra    | Tempo     |
| ---- | ----------------- | ---------- | --------- |
| 1    | Hamza Amari       | Algeria    | 20h18'45" |
| 2    | Clément Alleno    | Burgos-BH  | a 26"     |
| 3    | Henok Mulubrhan   | Eritrea    | a 1'21"   |
| 4    | Louis Blouwe      | Bingoal WB | a 1'30"   |
| 5    | Ephrem Ghebrehiet | Eritrea    | a 1'37"   |

### Classifica a squadre
| Pos. | Squadra                 | Tempo     |
| ---- | ----------------------- | --------- |
| 1    | TotalEnergies           | 60h58'14" |
| 2    | Bingoal WB              | s.t.      |
| 3    | Eritrea                 | a 1'10"   |
| 4    | EF Education-NIPPO D.T. | a 1'44"   |
| 5    | Ruanda                  | a 1'58"   |